# Sainte-Honorine-la-Chardonne
Sainte-Honorine-la-Chardonne és un municipi francès situat al departament de l'Orne i a la regió de Normandia. L'any 2007 tenia 691 habitants.

## Demografia

### Població
El 2007 la població de fet de Sainte-Honorine-la-Chardonne era de 691 persones. Hi havia 279 famílies de les quals 58 eren unipersonals (23 homes vivint sols i 35 dones vivint soles), 109 parelles sense fills, 89 parelles amb fills i 23 famílies monoparentals amb fills.
La població ha evolucionat segons el següent gràfic:
Habitants censats

### Habitatges
El 2007 hi havia 347 habitatges, 287 eren l'habitatge principal de la família, 39 eren segones residències i 22 estaven desocupats. 346 eren cases i 2 eren apartaments. Dels 287 habitatges principals, 210 estaven ocupats pels seus propietaris, 69 estaven llogats i ocupats pels llogaters i 8 estaven cedits a títol gratuït; 6 tenien dues cambres, 39 en tenien tres, 111 en tenien quatre i 131 en tenien cinc o més. 247 habitatges disposaven pel capbaix d'una plaça de pàrquing. A 126 habitatges hi havia un automòbil i a 147 n'hi havia dos o més.

### Piràmide de població
La piràmide de població per edats i sexe el 2009 era:
| Homes | Edats   | Dones |
| ----- | ------- | ----- |
| 0     | 95 o +  | 0     |
| 0     | 90 a 94 | 0     |
| 0     | 85 a 89 | 0     |
| 4     | 80 a 84 | 4     |
| 4     | 75 a 79 | 12    |
| 20    | 70 a 74 | 20    |
| 16    | 65 a 69 | 16    |
| 24    | 60 a 64 | 24    |
| 0     | 55 a 59 | 12    |
| 24    | 50 a 54 | 16    |
| 36    | 45 a 49 | 32    |
| 20    | 40 a 44 | 24    |
| 20    | 35 a 39 | 16    |
| 28    | 30 a 34 | 28    |
| 16    | 25 a 29 | 16    |
| 4     | 20 a 24 | 8     |
| 16    | 15 a 19 | 20    |
| 28    | 10 a 14 | 24    |
| 24    | 5 a 9   | 24    |
| 16    | 0 a 4   | 16    |

## Economia
El 2007 la població en edat de treballar era de 438 persones, 330 eren actives i 108 eren inactives. De les 330 persones actives 299 estaven ocupades (157 homes i 142 dones) i 31 estaven aturades (10 homes i 21 dones). De les 108 persones inactives 57 estaven jubilades, 34 estaven estudiant i 17 estaven classificades com a «altres inactius».

### Ingressos
El 2009 a Sainte-Honorine-la-Chardonne hi havia 295 unitats fiscals que integraven 724,5 persones, la mediana anual d'ingressos fiscals per persona era de 17.322 €.

### Activitats econòmiques
Dels 17 establiments que hi havia el 2007, 2 eren d'empreses extractives, 1 d'una empresa de fabricació d'altres productes industrials, 5 d'empreses de construcció, 4 d'empreses de comerç i reparació d'automòbils, 1 d'una empresa de transport, 1 d'una empresa d'hostatgeria i restauració i 3 d'empreses de serveis.
Dels 4 establiments de servei als particulars que hi havia el 2009, 2 eren paletes, 1 lampisteria i 1 electricista.
L'any 2000 a Sainte-Honorine-la-Chardonne hi havia 27 explotacions agrícoles que ocupaven un total de 867 hectàrees.

## Equipaments sanitaris i escolars
El 2009 hi havia una escola elemental integrada dins d'un grup escolar amb les comunes properes formant una escola dispersa.

## Poblacions més properes
El següent diagrama mostra les poblacions més properes.